# Фторид рения(V)
Фторид рения(V) — неорганическое соединение, соль металла рения и плавиковой кислоты с формулой ReF5,
жёлто-зелёные кристаллы,
реагирует с водой.

## Получение
- Восстановление фторида рения(VI) водородом, рением или вольфрамом:

{\displaystyle {\mathsf {2ReF_{6}+H_{2}\ {\xrightarrow {T}}\ 2ReF_{5}+2HF}}}
{\displaystyle {\mathsf {5ReF_{6}+Re\ {\xrightarrow {T}}\ 6ReF_{5}}}}
{\displaystyle {\mathsf {6ReF_{6}+W\ {\xrightarrow {600^{o}C}}\ 6ReF_{5}+WF_{6}}}}

## Физические свойства
Фторид рения(V) образует жёлто-зелёные кристаллы
ромбической сингонии,
параметры ячейки a = 0,57 нм, b = 1,723 нм, c = 0,767 нм.
Реагирует с водой. Летуч. Состоит из димеров состава Re2F10.

## Химические свойства
- Реагирует с водой:

{\displaystyle {\mathsf {ReF_{5}+H_{2}O\ {\xrightarrow {}}\ ReOF_{3}+2HF}}}
- Кислородом воздуха переводится в окситрифторид рения.